# 三界镇 (彭州市)
三界镇，是中华人民共和国四川省成都市彭州市曾经下辖的一个镇。2019年12月，撤销濛阳镇、三界镇，设立濛阳街道，以原濛阳镇和原三界镇所属行政区域为濛阳街道的行政区域。

## 行政区划
三界镇撤销前下辖以下地区：
三界场社区、罗家场社区、白衣村、祗园村、观圣村、清凉村、新埝村、春山村、凌泉村、北泉村、方义村、东平村、元胜村、丰碑村、高寿村和红家村。